# لوسي ن. كولمان
لوسي ن. كولمان (بالإنجليزية: Lucy N. Colman)‏ (26 يوليو 1817 - 18 يناير 1906)؛ روائية أمريكية.